# Revolution (2022)
Revolution (2022) foi um evento de wrestling profissional transmitido em formato pay-per-view produzido pela All Elite Wrestling (AEW).. Aconteceu em 6 de março de 2022, na Addition Financial Arena em Orlando, Flórida. O evento foi ao ar através de provedores tradicionais de PPV, bem como Bleacher Report nos Estados Unidos e FITE TV internacionalmente. Foi o culminar de um evento de três dias, que começou com um episódio no Rampage em 4 de março e depois um fan fest em 5 de março, ambos realizados no mesmo local do Revolution.
Doze lutas foram disputadas no evento, incluindo três no pré-show do The Buy In. No evento principal, "Hangman" Adam Page derrotou Adam Cole para manter o AEW World Championship. Em outras lutas de destaque, CM Punk derrotou MJF em uma luta Dog Collar, Jon Moxley derrotou Bryan Danielson e Wardlow venceu a luta de escadas Face of the Revolution.
O Revolution recebeu críticas altamente positivas dos críticos e contou com as estreias na AEW dos ex-lutadores da WWE William Regal e Swerve Strickland.

## Produção

### Conceito
O Revolution é um pay-per-view (PPV) realizado anualmente no final de fevereiro e início de março pela All Elite Wrestling (AEW) desde 2020. É um dos PPVs "Big Four" da AEW, que também inclui Double or Nothing, All Out, e Full Gear, seus quatro maiores shows produzidos trimestralmente. O evento de 2022 foi o terceiro evento na cronologia do Revolution. Durante o episódio de 8 de dezembro de 2021 do Dynamite, a AEW anunciou que o Revolution aconteceria em 6 de março de 2022, na Addition Financial Arena em Orlando, Flórida. Além disso, o episódio de retorno para casa do Rampage em 4 de março, bem como um fan fest e um concerto com músicas do recém-lançado álbum de música da AEW Who We Are: A Celebration of Excellence, Volume 1 em 5 de março seriam todos realizados no mesmo local, com o evento de três dias sendo promovido como um "fim de semana espetacular". Os ingressos foram colocados à venda em 17 de dezembro de 2021, com um número limitado de pacotes combinados para o evento de três dias também disponíveis.
A AEW fez parceria com a Joe Hand Promotions para exibir Revolution ao vivo na América do Norte em cinemas selecionados. Imediatamente após o episódio do Rampage de 4 de março, a TNT exibiu um especial de televisão de trinta minutos chamado Countdown to Revolution, que exibiu a prévia o evento.

### Rivalidades
O Revolution foi composto por doze lutas, incluindo três no pré-show, que resultaram de enredos roteirizados, onde os lutadores retrataram heróis, vilões ou personagens menos distinguíveis em eventos roteirizados que criaram tensão e culminaram em uma luta ou série de lutas. As rivalidades foram desenvolvidas nos programas semanais da AEW Dynamite, Rampage e Dark e na série do YouTube dos The Young Bucks, Being The Elite.
No episódio de 9 de fevereiro do Dynamite, após defender com sucesso o AEW World Championship, "Hangman" Adam Page foi confrontado por Adam Cole, que indicou sua intenção de desafiar Page pelo título, pois havia alcançado o topo do ranking para se tornar o desafiante número um. Na semana seguinte, a luta foi oficializada para o Revolution.
Durante o episódio de estreia do Dynamite na TBS em 5 de janeiro de 2022,  o Jurassic Express (Jungle Boy e Luchasaurus) derrotaram os Lucha Brothers (Penta El Zero Miedo e Rey Fénix) para vencerem o AEW World Tag Team Championship. Após inúmeras defesas de título, foi anunciado no episódio de 16 de fevereiro que o Jurassic Express defenderia o título em uma luta three-way no Revolution. Seus oponentes seriam determinados por uma batalha real de duplas no episódio de 23 de fevereiro e uma Casino Tag Team Royale no episódio de 2 de março.  A reDRagon (Bobby Fish e Kyle O'Reilly) e os Young Bucks (Matt Jackson e Nick Jackson) venceram as respectivas lutas.
No episódio de 17 de novembro de 2021 do Dynamite, CM Punk começou a rivalizar com MJF. Depois que Punk derrotou todos os outros membros do grupo de MJF, o The Pinnacle nas semanas seguintes, os dois finalmente se enfrentaram em 2 de fevereiro de 2022, episódio em que MJF venceu graças à assistência de Wardlow, dando a Punk sua primeira derrota na AEW. que também estava na cidade natal do Punk, Chicago. No episódio de 9 de fevereiro, Punk exigiu uma revanche, que MJF concederia se Punk encontrasse um parceiro para derrotar a FTR (Cash Wheeler e Dax Harwood) em uma luta de duplas naquela noite. Jon Moxley foi revelado como parceiro de Punk e eles foram vitoriosos. Na semana seguinte, Punk revelou que a revanche contra MJF seria uma luta Dog Collar no Revolution.
Depois de permanecer invicta por meses, Thunder Rosa tornou-se a desafiante número um ao  AEW Women's World Championship da Dr. Britt Baker, DMD, reacendendo uma velha rivalidade entre as duas. A luta pelo título foi oficializada para o Revolution no episódio de 16 de fevereiro do Dynamite.
No episódio de 23 de fevereiro do Dynamite, depois que Jade Cargill reteve o TBS Championship contra The Bunny, ela divulgou seu recorde invicto de 28-0 e lançou um desafio aberto pelo título. Tay Conti veio para aceitar o desafio, e a luta foi oficializada para o Revolution.
No Revolution de 2021, a AEW realizou a luta de escadas chamada Face of the Revolution, com o vencedor recebendo uma luta pelo TNT Championship. Uma segunda luta foi marcada para o evento de 2022, estabelecendo assim a luta como uma tradição anual no Revolution. Keith Lee, fazendo sua estreia na AEW, se classificou primeiro ao derrotar Isiah Kassidy no episódio de 9 de fevereiro do Dynamite. As vagas restantes foram preenchidas nas próximas semanas, com Wardlow, Powerhouse Hobbs, Ricky Starks, Orange Cassidy e Christian Cage, na qual se classificaram ao derrotar Max Caster, Dante Martin, Preston "10" Vance, da Dark Order, Anthony Bowens e Ethan Page, respectivamente.
Chris Jericho e Eddie Kingston começaram a brigar depois que Kingston começou a insinuar para seus amigos (e companheiros de equipe do Inner Circle de Jericho) Proud and Powerful (Santana e Ortiz) que eles estavam sendo retidos em todo o seu potencial e deveriam se ramificar por conta própria, o que Jericho levou como uma ofensa. Depois de se enfrentarem no episódio de 23 de fevereiro do Dynamite, uma luta entre os dois foi marcada para o Revolution.
No episódio de 19 de janeiro do Dynamite, Jon Moxley retornou depois de um tempo afastado para combater o alcoolismo. Nas semanas seguintes, Moxley seria abordado por Bryan Danielson sobre se unir para "administrar" a AEW e orientar a geração mais jovem de lutadores. No episódio de 16 de fevereiro, Moxley respondeu que ele nunca havia derrotado Danielson, independentemente da promoção em que ambos estivessem e que ele só consideraria se juntar se eles "sangrassem juntos" primeiro, indicando que ele queria uma luta. Na semana seguinte, depois que Moxley salvou Danielson de um ataque da 2point0 (Jeff Parker e Matt Lee) e Daniel Garcia, Danielson concordou com uma luta no Revolution.

## Evento
| Função                    | Nome                                         |
| ------------------------- | -------------------------------------------- |
| Comentaristas em inglês   | Jim Ross (PPV)                               |
| Comentaristas em inglês   | Tony Schiavone (Pre-show e PPV)              |
| Comentaristas em inglês   | Excalibur (Pre-show e PPV)                   |
| Comentaristas em inglês   | Taz (Hook vs. QT Marshall e luta de escadas) |
| Comentaristas em espanhol | Alex Abrahantes                              |
| Comentaristas em espanhol | Dasha Gonzalez                               |
| Comentaristas em espanhol | Jon Cruz                                     |
| Comentaristas em francês  | Alain Mistrangélo                            |
| Comentaristas em francês  | Norbert Feuillan                             |
| Comentaristas em alemão   | Günter Zapf                                  |
| Comentaristas em alemão   | Mike Ritter                                  |
| Anunciador de ringue      | Justin Roberts                               |
| Árbitros                  | Aubrey Edwards                               |
| Árbitros                  | Bryce Remsburg                               |
| Árbitros                  | Paul Turner                                  |
| Árbitros                  | Rick Knox                                    |
| Árbitros                  | Stephon Smith                                |

### The Buy In
No pré-show Buy-In, três lutas foram disputadas. Na abertura, Leyla Hirsch enfrentou Kris Statlander . A luta terminou quando, sem o conhecimento do árbitro, Hirsch acertou Statlander na cabeça com um esticador sobressalente debaixo do ringue e depois seguiu com um moonsault para vencer a luta.
Em seguida, o comentarista Tony Schiavone anunciou que tinha um convidado especial. Schiavone apresentou Kenny Omega, mas em vez disso, Don Callis apareceu e afirmou que seria uma grande noite para a The Elite e que Adam Cole seria um "grande campeão de transição" até o retorno de Omega.
Depois disso, Hook enfrentou QT Marshall. Durante a luta, Marshall acertou os olhos de Hook e aplicou vários suplex. Marshall então tentou um Diamond Cutter, mas Hook rebateu e aplicou o Redrum em Marshall para a vitória por finalização.
Na luta final do pré-show, The House of Black (Malakai Black, Brody King e Buddy Matthews) enfrentaram Death Triangle (Pac e Penta Oscuro) (acompanhados de Alex Abrahantes) e Erick Redbeard. No final, Redbeard tentou um duplo chokeslam, mas Black revidou e cuspiu uma névoa preta em seus olhos, seguido por Matthews, em seguida, acertando uma joelhada, e King seguindo com um piledriver invertido, antes de Black fazer o pin em Redbeard para garantir a vitória.

### Lutas preliminares
O pay-per-view abriu com Chris Jericho enfrentando Eddie Kingston. No início da lut\, Kingston realizou um half and half suplex em Jericho. Jericho tirou Kingston do ringue com um suplex. De volta ao ringue, Jericho realizou german suplexescon secutivos em Kingston. Jericho colocou Kingston em um Walls of Jericho, que agarrou a corda para evitar a finalização. Kingston derrubou Jericho com um spinning back fist para uma contagem de dois. Jericho executou um Codebreaker para uma contagem de dois. Como Jericho foi para o Judas Effect, Kingston se esquivou e executou outro spinning back fiste aplicou o Stretch Plum em Jericho para a vitória por finalização. Após a luta, Kingston tentou apertar a mão de Jericho (que afirmou antes da luta que faria isso se Kingston o derrotasse), mas Jericho recusou e deixou o ringue.
Em seguida, Jurassic Express (Jungle Boy e Luchasaurus) defenderam o AEW World Tag Team Championship contra reDRagon (Bobby Fish e Kyle O'Reilly) e The Young Bucks (Matt Jackson e Nick Jackson) (acompanhados de Brandon Cutler). Durante a luta, O'Reilly acertou Jungle Boy com o cinturão indo para uma contagem que chegou a dois. A reDRagon executou a combinação high-low em Jungle Boy, mas Luchasaurus quebrou o pin. Os Young Bucks aplicaram o BTE Trigger em Jungle Boy, mas O'Reilly quebrou o pin. Jungle Boy e Luchasaurus realizaram o Thoracic Express em Matt. Jungle Boy derrotou Matt para manter os títulos antes que Nick pudesse quebrar o pin.

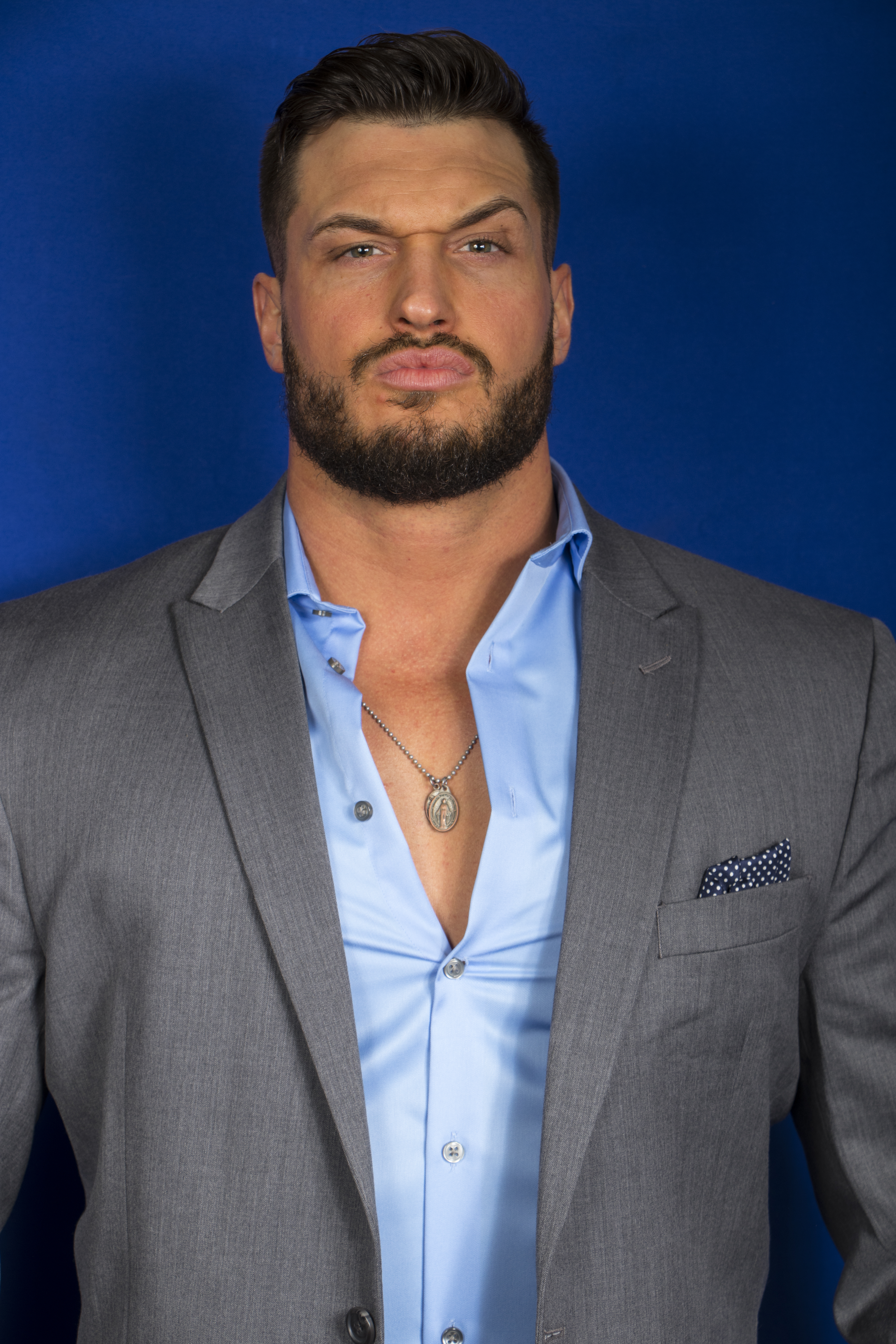
Wardlow foi o vencedor da luta Face of the Revolution.

Depois disso foi a luta de escadas Face of the Revolution, com o vencedor recebendo uma luta pelo TNT Championship no episódio de 16 de março do Dynamite. Os participantes da luta foram Keith Lee, Wardlow, Powerhouse Hobbs, Ricky Starks, Orange Cassidy e Christian Cage. No final da luta, Danhausen apareceu e amaldiçoou Starks. Enquanto Cage subia a escada, Wardlow parou Cage e executou um powerbomb nele. Enquanto Starks subia a escada, Wardlow pulou e executou um powerbomb em Starks da escada que estava sobre as cordas. Wardlow então pegou o anel gigante para vencer a luta.
Depois disso, Tony Schiavone subiu ao palco com um contrato enquanto Shane "Swerve" Strickland fez sua estreia não anunciada na AEW e assinou o contrato, juntando-se oficialmente à AEW. Strickland era anteriormente conhecido como Isaiah "Swerve" Scott na WWE.
Na quarta luta, Jade Cargill (acompanhada de "Smart" Mark Sterling) defendeu o TBS Championship contra Tay Conti (acompanhada de Anna Jay). Cargill beijou Conti no início da luta para provocá-la. Mais tarde, Conti beijou Cargill de volta e executou um DDTay para uma contagem de dois. No final, Cargill realizou o Jaded em Conti, mantendo o título e aumentando seu recorde invicto para 29-0.
Em seguida, CM Punk enfrentou MJF em uma luta Dog Collar. MJF entrou primeiro depois de provocar a música tema "Cult of Personality" de Punk, seguido por Punk, que entrou com sua antiga música da Ring of Honor (ROH), "Miseria Cantare" de AFI. Durante a luta, MJF enrolou a corrente em seu punho e atingiu Punk com ela, deixando Punk ensanguentado. Punk foi para o Go to Sleep, mas MJF acertou os olhos de Punk e aplicou o armlock Salt of the Earth. Punk escapou e colocou MJF no Anaconda Vice, mas MJF puxou o cabelo de Punk em uma tentativa de pin, forçando-o a quebrar o submissão. Punk enrolou a corrente em volta do joelho direito e aplicou um shining wizard com a corrente em MJF. MJF tentou um Tombstone Piledriver no ringue, mas Punk o acertou com o movimento. De volta ao ringue, MJF aplicou um superplex em Punk nas tachinhas para um nearfall. MJF sinalizou para Wardlow e ele caminhou em direção ao ringue. Wardlow verificou seus bolsos e agiu como se não pudesse encontrar o Dynamite Diamond Ring. Punk puxou MJF com a corrente e executou o Go to Sleep em MJF. Wardlow então pegou o anel e o colocou no ringue, tornando-se um face no processo, marcando o fim do Pinnacle. Punk pegou o anel e acertou MJF com ele para vencer a luta.
Depois, a Dr. Britt Baker, DMD (acompanhada de Rebel e Jamie Hayter ) defendeu o AEW Women's World Championship contra Thunder Rosa. Baker apareceu com um novo design do título. Rosa executou um Tombstone Piledriver em Baker, mas o árbitro foi distraído por Rebel. Hayter deu a Baker o título e Baker então executou um Curb Stomp em Rosa no título por quase um nearfall. Baker colocou Rosa no Lockjaw, mas Rosa lutou e aplicou o Lockjaw em Baker, Baker desistiu, mas o árbitro foi distraído por Rebel novamente. Rosa arrancou Rebel do apron do ringue e acertou Hayter com um clothesline. Rosa voltou ao ringue e Baker realizou outro Curb Stomp para manter o título.
Em seguida, Bryan Danielson enfrentou Jon Moxley. Danielson acertou Moxley com um chute e aplicou uma guilhotina. Moxley escapou e jogou Danielson para fora do ringue. Danielson voltou ao ringue e tentou um suicide dive, mas Moxley pegou Danielson e os dois lutaram do lado de fora. Ambos os homens estavam sangrando quando estavam de volta ao ringue, enquanto Danielson executou um belly to back suplex em Moxley fora da corda superior para um nearfall. Danielson aplicou um dragon sleeper em Moxley, mas Moxley colocou o pé na corda inferior para quebrar a chave. Nos momentos finais, Danielson aplicou um triângulo em Moxley, que contra-atacou e pinou Danielson para vencer a luta enquanto Danielson segurava a finalização. Após a luta, Danielson ficou furioso com sua derrota e chutou Moxley, o que levou a uma briga. Eles foram interrompidos pelo ex-Gerente Geral do NXT William Regal, que fez sua estreia não anunciada na AEW, e ordenou que Danielson e Moxley apertassem as mãos. Danielson e Moxley ouviram e apertaram as mãos na frente de Regal, levando à formação do Blackpool Combat Club.
Na penúltima luta, Darby Allin, Sammy Guevara e Sting enfrentaram a The Andrade-Hardy Family Office (Andrade El Idolo, Matt Hardy e Isiah Kassidy) em uma luta tornado de trios. Guevara realizou um Spanish Fly em Kassidy fora da plataforma através de várias mesas. Sting pulou de uma sacada e deu um splash em Andrade através de três mesas. No final, Allin executou um Scorpion Death Drop em Hardy em uma cadeira e seguiu com um Coffin Drop para vencer a luta.

### Evento principal
No evento principal, "Hangman" Adam Page defendeu o AEW World Championship contra Adam Cole. Durante a luta, Page tentou um moonsault em Cole, que contra-atacou com um superkick. Cole tentou outro superkick, mas Page respondeu com um Dead Eye. A reDRagon (Bobby Fish e Kyle O'Reilly) apareceu e interferiu, e Cole então executou um Panama Sunrise fora do ringue em Page. De volta ao ringue, Cole fez a contagem em Page para um nearfall. A reDRagon serviu outra distração, permitindo que Cole acertasse um golpe baixo. Então Cole executou um segundo Panama Sunrise e um The Boom para mais um nearfall. Page executou um Dead Eye em Cole fora do ringue através de uma mesa. Nos momentos finais, Page executou um Buckshot Lariat em Cole, mas Cole colocou a mão direita na corda inferior. Page amarrou Cole nas cordas e deu vários superkicks, Cole voltou com um superkick e se libertou, mas Page o acertou com outro superkick. Page executou um The Boom em Cole e um segundo Buckshot Lariat para vencer a luta.

## Recepção
O Revolution recebeu críticas positivas dos críticos. Para o CBSSports.com, Brent Brookhouse escreveu que o evento foi "quase perfeito" e contou com "algo para todos, desde lutas brutais de rancor a emocionantes confrontos por título". Kingston-Jericho foi uma "guerra brutal" e o "melhor tipo de luta livre", a three-way de duplas entre Jurassic Express, reDRagon e The Young Bucks foi "um grande espetáculo", Cargill-Conti foi "sólido", Punk -MJF foi "uma combinação quase perfeita", Baker-Rosa nunca "realmente atingiu seu ritmo" e foi "bastante decepcionante", Moxley-Danielson foi "bastante brutal" apesar de uma "seção intermediária sem brilho" e o evento principal foi "emocionante" e um "passeio divertido".
Justin Barrasso, da Sports Illustrated, opinou que, embora o Revolution "não tenha sido um show perfeito", ainda foi "uma excelente noite de luta livre profissional". Barasso achou que a luta do evento principal foi "excelente", a luta Punk-MJF foi uma "obra-prima", Moxley-Danielson foi "física" e "terrível" e Kingston-Jericho foi "fantástica". No entanto, ele ficou desapontado com a luta entre Britt Baker e Thunder Rosa, que ele sentiu "correr demais" e sofreu uma "abundância de interferência".
O jornalista de wrestling profissional Bryan Alvarez escreveu que o evento foi "maravilhosamente variado" e contou com cinco lutas que poderiam ser consideradas as melhores da noite, sendo elas Kingston-Jericho, a luta three-way de duplas, Punk-MJF, Moxley- Danielson e Page Cole.
O jornalista de wrestling Dave Meltzer atribuiu classificações de estrelas ao evento, com Kingston-Jericho, a luta three-way, Punk-MJF e Moxley-Danielson todos recebendo uma classificação de 4.75 estrelas de 5. O evento principal recebeu 4.5 estrelas, a luta de trios do pré-show recebeu 4.25 estrelas, e a luta tornado de trios recebeu 4 estrelas. A luta com classificação mais baixa foi Cargill-Conti, que recebeu 2.25 estrelas.

## Resultados
| Nº                                          | Resultados | Estipulações                                                                         | Tempo |
| ------------------------------------------- | --- | ------------------------------------------------------------------------------------ | ----- |
| Pré- show                                   | Leyla Hirsch derrotou Kris Statlander | Luta individual                                                                      | 9:50  |
| Pré- show                                   | Hook derrotou QT Marshall por submissão | Luta individual                                                                      | 5:00  |
| Pré- show                                   | House of Black (Malakai Black, Brody King, e Buddy Matthews) derrotaram Pac, Penta Oscuro, e Erick Redbeard (com Alex Abrahantes)                                     | Luta de trios                                                                        | 17:20 |
| 1                                           | Eddie Kingston derrotou Chris Jericho por submissão | Luta individual                                                                      | 13:40 |
| 2                                           | Jurassic Express (Jungle Boy e Luchasaurus) (c) derrotaram reDRagon (Bobby Fish e Kyle O'Reilly) e The Young Bucks (Matt Jackson e Nick Jackson) (com Brandon Cutler) | Luta Three-way de duplas pelo AEW World Tag Team Championship                        | 18:55 |
| 3                                           | Wardlow derrotou Christian Cage, Keith Lee, Orange Cassidy, Powerhouse Hobbs, e Ricky Starks                                                                          | Luta de escadas Face of the Revolution por uma luta futura pelo AEW TNT Championship | 17:20 |
| 4                                           | Jade Cargill (c) (com Mark Sterling) derrotou Tay Conti (com Anna Jay)                                                                                                | Luta individual pelo AEW TBS Championship                                            | 6:50  |
| 5                                           | CM Punk derrotou MJF | Luta Dog Collar                                                                      | 26:45 |
| 6                                           | Dr. Britt Baker, D.M.D. (c) (com Jamie Hayter e Rebel) derrotou Thunder Rosa                                                                                          | Luta individual pelo AEW Women's World Championship                                  | 17:25 |
| 7                                           | Jon Moxley derrotou Bryan Danielson | Luta individual                                                                      | 21:05 |
| 8                                           | Darby Allin, Sammy Guevara, e Sting derrotaeam The Andrade-Hardy Family Office (Andrade El Ídolo, Matt Hardy, e Isiah Kassidy) (com José The Assistant)               | Luta tornado de trios                                                                | 13:20 |
| 9                                           | "Hangman" Adam Page (c) derrotou Adam Cole | Luta individual pelo AEW World Championship                                          | 25:45 |
| (c) – Refere-se aos campeões antes da luta. | |                                                                                      |       |